# Tre Have initiativet
Tre Have-initiativet er et forum for tolv stater i Den Europæiske Union langs en nord-syd-akse fra Østersøen til Adriaterhavet og Sortehavet i Central- og Østeuropa. Initiativet sigter mod at skabe en Intermarium-baseret regional dialog om forskellige spørgsmål, der berører medlemslandene. Medlemslandene er Østrig, Bulgarien, Kroatien, Tjekkiet, Estland, Ungarn, Letland, Litauen, Polen, Rumænien, Slovakiet og Slovenien og mødtes til deres første topmøde i 2016 i Dubrovnik, Kroatien.

## Historie
Det moderne Tre Have initiativ blev lanceret i 2015 af den polske præsident Andrzej Duda og den kroatiske præsident Kolinda Grabar-Kitarović. Det første topmøde blev afholdt i Dubrovnik (Kroatien) den 25. - 26. august 2016. Denne to-dages begivenhed sluttede med en erklæring om samarbejde i økonomiske anliggender, især inden for energi samt transport- og kommunikationsinfrastruktur. [2 ] Polens præsident Andrzej Duda kaldte initiativet "et nyt koncept for at fremme Europas enhed og samhørighed. Det er en idé om samarbejde mellem 12 lande beliggende mellem Adriaterhavet, Østersøen og Sortehavet, de tre have i Centraleuropa."Gæstetalere omfattede den kinesiske udenrigsminister Liu Haixing, der talte om sammenkoblingen med den kinesiske regerings bælte- og vejinitiativ, og den tidligere amerikanske nationale sikkerhedsrådgiver, general James L. Jones, der understregede initiativets rolle i den europæiske udvikling og sikkerhed.

## Topmøder
|    | Dato                 | Lokation             | Vært                     | Noter |
| -- | -------------------- | -------------------- | ------------------------ | --- |
| 1. | 2016 25–26 august    | Dubrovnik, Kroatien  | Kolinda Grabar-Kitarović | [ 7 ] [ 8 ] |
| 2. | 2017 6–7 juli        | Warszawa, Polen      | Andrzej Duda             | Den daværende amerikanske præsident Donald Trump deltog. |
| 3. | 2018 17–18 september | Bukarest, Rumænien   | Klaus Iohannis           | Daværende Europa-Kommissionsformand Jean-Claude Juncker, den tyske udenrigsminister Heiko Maas og USA’s daværende energiminister Rick Perry deltog.               |
| 4. | 2019 5–6 juni        | Ljubljana, Slovenien | Borut Pahor              | Daværende Europa-Kommissionsformand Jean-Claude Juncker, Tysklands forbundspræsident Frank-Walter Steinmeier og USA’s daværende energiminister Rick Perry deltog. |
| 5. | 2020 19–20 oktober   | Tallinn, Estland     | Kersti Kaljulaid         | [ 14 ] |
| 6  | 2021 8–9 July        | Sofia, Bulgaria      | Rumen Radev              | Grækenlands præsident Katerina Sakellaropoulou deltog. |
| 7  | 2022 20–21 Juni      | Riga, Latvia         | Egils Levits             | |
| 8  | 2023 6-7 September   | Bukarest, Rumænien   | Klaus Iohannis           | IMFs direktør Kristalina Georgieva deltog. Grækenland blev det 13. medlem af initiativet og Moldova blev en partner-deltager.                                     |
| 9  | 2024 TBD             | Vilnius, Litauen     | Gitanas Nausėda          | |
| 10 | 2025 TBD             | Budapest, Ungarn     | Katalin Novák            | |